# Polycentropus stephani
Polycentropus stephani là một loài Trichoptera trong họ Polycentropodidae. Chúng phân bố ở miền Tân bắc.